# Icatibant
Icatibant, handelsnaam Firazyr, is een door het Europees Geneesmiddelenbureau (EMA) goedgekeurd middel voor de symptomatische behandeling van acute aanvallen van erfelijk angio-oedeem (HAE) bij volwassenen met een tekort aan C1-esteraseremmer.  Het is niet effectief bij angio-oedeem veroorzaakt door medicatie uit de klasse ACE-remmers, zoals blijkt uit een proef uit 2017.
Het is een peptidomimeticum dat bestaat uit tien aminozuren, een selectieve en specifieke antagonist van bradykinine B2-receptoren. 

## Werkingsmechanisme
Bradykinine is een op peptide gebaseerd hormoon dat lokaal in weefsels wordt gevormd, heel vaak als reactie op een trauma. Het verhoogt de doorlaatbaarheid van bloedvaten, verwijdt de bloedvaten en zorgt ervoor dat gladde spiercellen samentrekken. Bradykinine speelt een belangrijke rol als pijnstiller. Overtollig bradykinine is verantwoordelijk voor de typische symptomen van ontsteking, zoals zwelling, roodheid, oververhitting en pijn. Deze symptomen worden gemedieerd door activering van bradykinine B2-receptoren. Icatibant werkt als een remmer van bradykinine door de binding van lichaamseigen bradykinine aan de bradykinine B2-receptor te blokkeren. Er is weinig bekend over de effecten van icatibant op de bradykinine B1-receptor. 

## Regelgevende status
Icatibant heeft de status van weesgeneesmiddel gekregen in Australië, de Europese Unie, Zwitserland en de Verenigde Staten voor de behandeling van erfelijk angio-oedeem (HAE).
De goedkeuring door het Europees Geneesmiddelenbureau (juli 2008) stelt Jerini in staat Firazyr op de markt te brengen in de 27 lidstaten van de Europese Unie, evenals in Zwitserland, Liechtenstein en IJsland, waardoor het het eerste product is dat in alle EU-landen wordt goedgekeurd voor de behandeling van HAE. In de Verenigde Staten werd het medicijn op 25 augustus 2011 door de FDA goedgekeurd.
In april 2020 werd door het Radboud UMC een hypothese gepubliceerd waarin icatibant bij een ernstige COVID-19-longontsteking het oedeem tegen zou kunnen gaan.